# بيرت بونانو
بيرت بونانو (بالإنجليزية: Bert Bonanno)‏ هو مدرب رياضي أمريكي، ولد في 30 يناير 1935 في بيتسبورغ في الولايات المتحدة.